# Haguro (navire)
Pour les articles homonymes, voir Haguro (homonymie).
Le Haguro (羽黒) fut le troisième des quatre croiseurs lourds de 10 000 tonnes de la classe Myōkō - construits au titre du Nouveau Programme de Renforcement de 1923 - à avoir été mis en service par la Marine impériale japonaise. Il a été commandé aux chantiers Mitsubishi de Nagasaki et construit de 1925 à 1929. Modernisé en 1936 et en 1940, il a pris une part active, de 1937 à 1945, aux opérations navales de la Marine impériale japonaise pendant la seconde guerre sino-japonaise, puis pendant la guerre du Pacifique. Il a fini coulé à la bataille du détroit de Malacca le 16 mai 1945.

## Caractéristiques

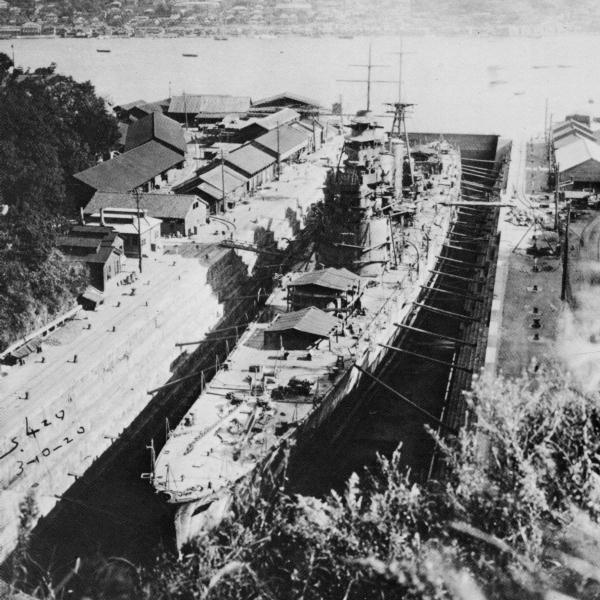
Le Haguro en construction aux Chantiers Mitsubishi de Nagasaki, en 1928

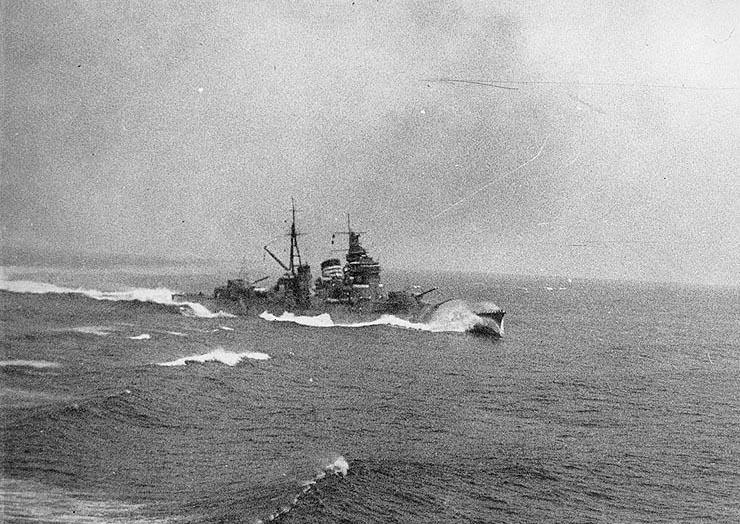
Le Haguro à grande vitesse, par mer forte, en 1936

Le Haguro a été commandé aux Chantiers Mitsubishi de Nagasaki. Il a été mis sur cale le 16 mars 1925, lancé le 24 mars 1928, et admis en armement définitif le 25 avril 1929, jour où il a été incorporé dans la flotte japonaise.
Il avait à sa mise en service un déplacement déclaré de 10 000 tonnes selon les stipulations du traité naval de Washington de 1922 (en réalité 10 940 tonnes), mesurait 201 m de long, avait un blindage de coque atteignant 100 mm d'épaisseur et était capable d'une vitesse de 35,5 nœuds, grâce à un appareil propulsif développant 130 000 ch. Son armement principal comptait dix canons de 200 mm en cinq tourelles doubles axiales : trois à l'avant, dont deux superposées, et deux superposées à l'arrière, ainsi que douze tubes lance-torpilles “Longue Lance” de 610 mm intégrés dans la coque. Il avait une catapulte pouvant mettre en œuvre  deux hydravions.
Au cours d'une première grande refonte en 1936, son artillerie principale a été équipée de canons plus puissants de 203 mm 2 GÔ (Mark II). Son artillerie secondaire de six pièces simples de 120 mm a été remplacée par quatre tourelles doubles de 127 mm Type 89. La Défense Contre Avions a été renforcée par quatre affûts doubles de 25 mm Type 96 sous licence Hotchkiss. Les douze tubes lance-torpilles fixes de 610 mm, en deux groupes de trois de chaque bord, dans la coque à hauteur du pont principal, ont été remplacés par deux plates-formes quadruples orientables installées sur le pont supérieur. Une seconde catapulte a été installée, permettant la mise en œuvre de trois appareils. Ces modifications ont conduit à un accroissement du déplacement qui a atteint 13 380 tonnes mais à une période où l'empire du Japon n'était plus lié  par les limites maximales de déplacement stipulées par le traité de Washington. Le maitre-bau et le tirant d'eau ayant été accrus (portés respectivement à 20,73 m et 6,32 m), la vitesse maximale s'en est trouvée réduite à 33,25 nœuds.
,

## Service
Les quatre croiseurs de la classe Myōkō constituent à l'origine la 4e Division de Croiseurs. À l'entrée en service des croiseurs de la classe Takao, la 4e Division est reclassée 5e Division.
En 1932, la 4e Division de Croiseurs contribue au transport de troupes japonaises, à la suite de l'incident du 28 janvier 1932, à Shangaï.
En août 1937, pendant la seconde guerre sino-japonaise, les quatre croiseurs de la classe Myōkō et le Maya ont pris part à un débarquement dans l'archipel de Zhoushan, à proximité de Shanghai.

### De la mer de Java à la mer des Salomon
Après avoir participé à la couverture des débarquements au sud des Philippines (Legaspi, Davao et Jolo) en décembre 1941, il participe en janvier et février 1942 aux débarquement dans les Célèbes, à Ambon et à Timor. Ses actions se poursuivent contre les Indes orientales néerlandaises (aujourd'hui l'Indonésie), lorsqu'il a engagé des navires néerlandais à la bataille du détroit de Makassar le 4 février 1942.
Le Haguro a joué un rôle clé dans la bataille de la mer de Java le 27 février 1942, en participant à la destruction du navire amiral néerlandais HNLMS De Ruyter et aux dommages causés à l'HMS Exeter, puis à la destruction de celui-ci et d'un de ses destroyers d'escorte, le HMS Encounter dans la seconde bataille de la mer de Java au sud de Bornéo le 1er mars 1942,.

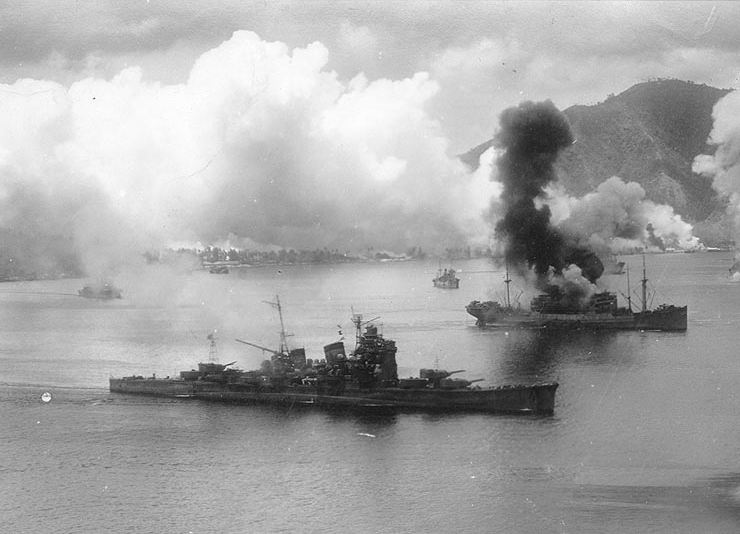
Le Haguro, sous les bombes de l'USAAF, dans Simpson Harbor à Rabaul, le 2 novembre 1943

Le 7 mai 1942, il participe à la bataille de la mer de Corail, puis se déplace aux iles Salomon où il prend part à la bataille des Salomon orientales le 24 août 1942, à l'évacuation de Guadalcanal à la fin de janvier 1943, et est légèrement endommagé dans la bataille de la baie de l'Impératrice Augusta le 2 novembre 1943,.

### De la mer des Philippines au golfe de Leyte
Basé ensuite, avec le Myōkō, au mouillage des îles Lingga, au sud de Singapour, puis à celui de Tawi-Tawi, il prend part, Le 19 juin 1944, à la bataille de la mer des Philippines, et le vice-amiral Ozawa, Commandant-en-Chef de la 1re Flotte Mobile y transfère momentanément sa marque, quand il doit abandonner le grand porte-avions Taihō. Dans la bataille du golfe de Leyte, du 23 au 25 octobre 1944, il échappe aux attaques de la IIIe puis de la VIIe Flotte américaine, et se retrouve un des deux seuls croiseurs lourds japonais à rester opérationnels, sur les dix que comptait la Force commandée par le vice-amiral Kurita.

### Dernier combat dans le détroit de Malacca
Navire amiral de la 5e division de croiseurs, dernière formation de croiseurs lourds japonais, qui ne compte plus qu'un autre bâtiment , l'Ashigara, le Haguro, basé à Singapour avait pour mission, à partir de février 1945, de soutenir les garnisons japonaises du golfe du Bengale à Java. Il a combattu pour la dernière fois lors de la bataille du détroit de Malacca.
En mai 1945, alors que les Britanniques attaquent en Birmanie, le Haguro est la cible de l'opération Dukedom et fait l'objet d'une véritable embuscade montée par l'Eastern Indies Fleet britannique. La 26e flottille de destroyers (HMS Saumarez, Verulam, Venus, Vigilant, Virago) le trouve, accompagné par le destroyer Kamikaze, juste après minuit le 16 mai 1945, dans le détroit de Malacca, à 55 milles marins de Penang et reussit à l'encercler. Durant cette bataille, le Kamikaze a été légèrement endommagé, mais le Haguro fut lui touché par les tirs de l'artillerie britannique et surtout par trois torpilles type Mark IX. Ralenti, il a pris une gîte de 30 degrés par bâbord. À 02:32, le Haguro a commencé à couler par l'arrière.  Le Kamikaze sauva 320 marins, mais 900 hommes, incluant le vice-amiral Hashimoto et le contre-amiral Sugiura  périrent avec lui.
Le Haguro fut l'avant-dernier croiseur lourd de la Marine impériale japonaise à couler en haute mer, sous pavillon japonais, lors du conflit,
Son épave a été découverte en 2003, montrant un dommage significatif des superstructures à la suite de son dernier combat.